# 솔로몬 왕의 동굴
솔로몬 왕의 동굴(영어: King Solomon's Mines)은 H. 라이더 해거드가 1885년에 쓴 소설이다.

## 줄거리
남아프리카 공화국 더반에 거주하는 모험가이자 백인 사냥꾼 앨런 쿼터메인은 귀족 헨리 커티스 경과 그의 친구 굿 선장에게 다가간다. 솔로몬 왕의 동굴을 찾겠다고 떠났다가 실종된 조지를 찾는데 길잡이를 해달라는 헨리 커티스 경의 의뢰를 받게 된다.